# Nicanor Almarza Herranz
Nicanor Almarza Herranz (Villacastín, 26 de agosto de 1898 – Veracruz, 14 de agosto de 1968) fue un médico veterinario, parasitólogo, catedrático universitario y arabista español.

## Primeros años
Nicanor nació en Villacastín, Provincia de Segovia el 26 de agosto en 1898. Estudió sus estudios profesionales en la Escuela Superior de Veterinaria de Madrid, graduándose en 1921. Tiempo después obtuvo una beca por el Colegio Oficial de Veterinarios de Badajoz, especializándose en Parasitología Animal en las Escuelas de Medicina Veterinaria de Berlín, Alemania en 1929, y en el Instituto Central de Veterinaria Experimental (VIEV) de la URSS en 1931, en donde entra en contacto con destacadas personalidades científicas, entre ellas, con el protozoólogo Yakimov.

## Carrera
Ejerció su vocación por la medicina animal en España, al frente de diferentes puestos, llegando a ocupar la Dirección General de Ganadería e Industrias Pecuarias del gobierno de la Segunda República, siendo nombrado por el presidente Manuel Azaña.
Miembro de la UGT y afiliado al Partido Comunista en Badajoz, al término de la Guerra civil española en 1939 se exilió en Francia y posteriormente en México, adonde llegó el 13 de junio de ese año a bordo del buque Sinaia. Tras desempeñar diversos trabajos, en los años 40 fue nombrado funcionario de la Secretaría de Agricultura y Ganadería por el general Lázaro Cárdenas del Río, presidente de la República mexicana. Interviene activamente en la campaña de erradicación de la fiebre aftosa en 1946. Formó parte de la primera planta de profesores de la Escuela de Medicina Veterinaria del Puerto de Veracruz en 1958, en donde se desempeñó como catedrático durante el resto de su vida de las cátedras de Parasitología, Bacteriología y Enfermedades infecciosas; Así como traductor de latín, árabe, alemán y ruso.
Durante su larga estancia como profesor en la Escuela Veterinaria veracruzana, realizó la transcripción paleográfica del Tratado de Albeitería, del protoalbéitar novohispano del siglo XVI, Juan Suárez de Peralta, la cual es publicada por el médico veterinario Guillermo Quesada Bravo, en la Ciudad de México en 1953. Su bonhomía y erudición lo convirtieron en un personaje destacado por los estudiantes, profesores, ganaderos y el pueblo del puerto jarocho. Falleció el 14 de agosto de 1968 en Veracruz.